# Senghenydd (Cantref)

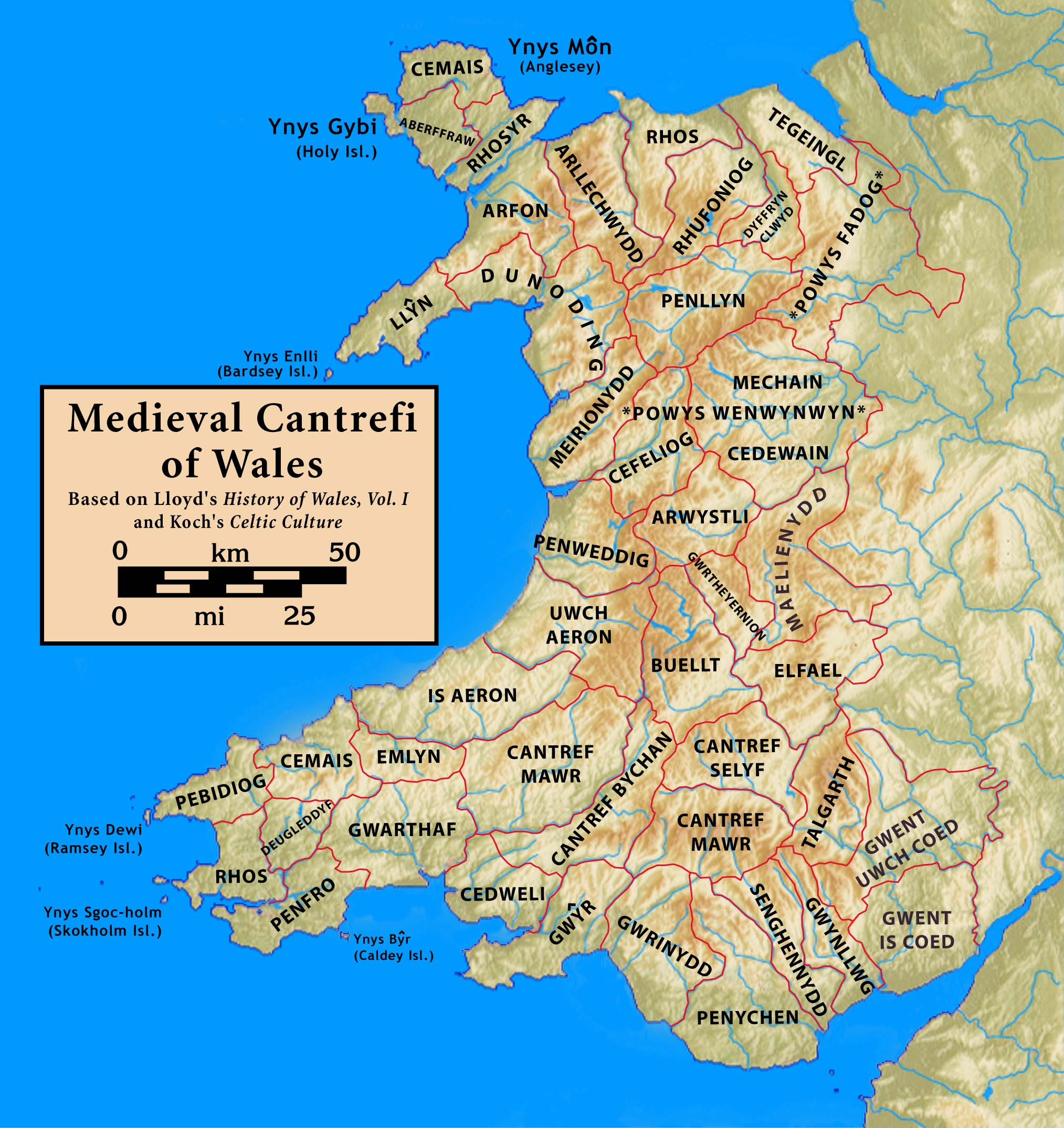
Die mittelalterlichen Cantrefi in Wales

Senghenydd war ein mittelalterliches Cantref im walisischen Glamorgan. Der walisische Name bedeutete ursprünglich Land des Sangan, die Region wurde bis Ende des 16. Jahrhunderts als Seignhenith bezeichnet.

## Geographie
Das langgezogene Gebiet erstreckte sich von der Küste des Bristol Channel bis nach Brecknockshire im Norden und wurde vom River Taff im Westen und vom River Rhymney im Osten begrenzt. Es bestand aus drei Commotes, dem fruchtbaren Cibwr an der Küste und den durch den Fluss Caech getrennten bergigen Regionen von Is Caech und Uwch Caech.

## Geschichte
Während die fruchtbare Küstenregion bereits gegen Ende des 11. Jahrhunderts von den Normannen erobert worden war, konnte der walisische Lord Ifor Bach im 12. Jahrhundert vorerst die Unabhängigkeit des Berglands bewahren. Die Lords von Senghenydd schuldetem ihrem Oberherrn, dem Lord of Glamorgan, nur bei dessen Tod ein Heergewäte samt Pferd. Sitz der walisischen Lords war wahrscheinlich Twyn Castell bei Gelligaer nördlich von Caerphilly.
Ifor Bachs Urenkel Gruffydd ap Rhys war nominell ein Vasall der anglonormannischen Lords of Glamorgan, doch als er sich in den 1260er Jahren mit Llywelyn ap Gruffydd, dem Fürsten von Wales verbündete, besetzte der anglonormannische Lord Gilbert de Clare 1267 das Cantref. Gruffydd ap Rhys wurde abgesetzt und starb in Gefangenschaft im irischen Kilkenny. Zur Sicherung seiner Eroberung errichtete Gilbert de Clare mehrere Burgen, darunter Caerphilly Castle. Senghenydd wurde vollständig von den Anglonormannen unterworfen und wurde zu einer feudalen Unterherrschaft von Glamorgan. Mehrere Angehörige der Fürstenfamilie blieben aber bedeutende Grundbesitzer und Landadlige in Glamorgan.
Bereits 1314 wurde in Senghenydd Kohlebergbau erwähnt. Am 14. Oktober 1913 ereignete sich in einer Zeche in der Bergarbeitersiedlung Senghenydd nordwestlich von Caerphilly das schwerste Grubenunglück in der Geschichte des britischen Kohlebergbaus, bei dem 440 Menschen ums Leben kamen.